# Рио Ариба
Окръг Рио Ариба (на английски: Rio Arriba County) е окръг в щата Ню Мексико, Съединени американски щати. Площта му е 5896 km², а населението – 39 159 души (2017). Административен център е град Тиера Амарила.